# Colombia en la clasificación de Conmebol para la Copa Mundial de Fútbol de 1958
La Selección de Colombia fue una de las diez selecciones de fútbol que participaron en la Clasificación de Conmebol para la Copa Mundial de Fútbol de 1958, en la que se definieron los representantes de Conmebol para la Copa Mundial de Fútbol de 1958, que se desarrolló en Suecia. Fue la primera aparición de Colombia en las Eliminatorias Sudamericanas Rumbo a las Copas del Mundo.
La etapa preliminar —también denominada eliminatorias— se jugó en América del Sur, desde el 13 de abril de 1957 y finalizó el 27 de octubre de 1957. En las eliminatorias, se jugaron 2 fechas en cada grupo, con partidos de ida y vuelta.
El torneo definió cinco equipos que representaron a la Confederación Sudamericana de Fútbol en la Copa Mundial de Fútbol. Los tres mejor posicionados de cada grupo, se clasificaron directamente a la Copa Mundial de Fútbol de 1958.

## Participante
| Selección de fútbol de Colombia |                                   |                   |
| Ciudad                          | Estadio                           | Entrenador        |
| Bogotá                          | Estadio Nemesio Camacho El Campín | Rodolfo Orlandini |
|                                 |                                   |                   |
| Federación Colombiana de Fútbol |                                   |                   |

## Proceso de clasificación
| Selección | Pts. | PJ | PG | PE | PP | GF | GC | Dif |
| --------- | ---- | -- | -- | -- | -- | -- | -- | --- |
| Paraguay  | 6    | 4  | 3  | 0  | 1  | 11 | 4  | +7  |
| Uruguay   | 5    | 4  | 2  | 1  | 1  | 4  | 6  | -2  |
| Colombia  | 1    | 4  | 0  | 1  | 3  | 3  | 8  | -5  |

### Partidos

#### Primera vuelta
| Jornada   | Fecha               | Estadio           | Local    |                     | Resultado |                     | Visitante |
| --------- | ------------------- | ----------------- | -------- | ------------------- | --------- | ------------------- | --------- |
| Jornada 1 | 16 de junio de 1957 | El Campín, Bogotá | Colombia | Bandera de Colombia | 1:1 (1:0) | Bandera de Uruguay  | Uruguay   |
| Jornada 2 | 20 de junio de 1957 | El Campín, Bogotá | Colombia | Bandera de Colombia | 2:3 (1:1) | Bandera de Paraguay | Paraguay  |

#### Segunda vuelta
| Jornada   | Fecha               | Estadio                        | Local    |                     | Resultado |                     | Visitante |
| --------- | ------------------- | ------------------------------ | -------- | ------------------- | --------- | ------------------- | --------- |
| Jornada 3 | 30 de junio de 1957 | Centenario, Montevideo         | Uruguay  | Bandera de Uruguay  | 1:0 (0:0) | Bandera de Colombia | Colombia  |
| Jornada 4 | 7 de julio de 1957  | Defensores del Chaco, Asunción | Paraguay | Bandera de Paraguay | 3:0 (1:0) | Bandera de Colombia | Colombia  |

## Estadísticas

### Convocados
Listado de jugadores que participaron en las eliminatorias para la Copa Mundial 1958.
| N.º | Nombre                           | Posición      | Clubes                 |
| --- | -------------------------------- | ------------- | ---------------------- |
|     | Efraín Sánchez                   | Portero       | Independiente Medellín |
|     | Fernando Férnandez               | Portero       | Unión Magdalena        |
|     | Hernando "Canino" Caicedo        | Defensa       | Independiente Medellín |
|     | Francisco Zuluaga                | Defensa       | Millonarios            |
|     | Ignacio "Loco" Calle             | Defensa       | Atlético Nacional      |
|     | Hernando Moyano                  | Defensa       | Millonarios            |
|     | Roaldo "Bimbo" Viáfara           | Defensa       | América de Cali        |
|     | Hernán "Burro" Escobar Echeverry | Defensa       | América de Cali        |
|     | Hernando Reyes                   | Mediocampista | Independiente Santa Fe |
|     | Luis Alberto Rubio               | Mediocampista | Millonarios            |
|     | Jaime Silva                      | Mediocampista | Independiente Santa Fe |
|     | Ricardo Díaz                     | Mediocampista | Deportes Quindío       |
|     | Marco Tulio Coll                 | Mediocampista | Deportes Tolima        |
|     | Carlos Arango                    | Delantero     | Independiente Santa Fe |
|     | Delio Gamboa                     | Delantero     | Atlético Nacional      |
|     | Luis Alfonso Villegas            | Delantero     | Independiente Medellín |
|     | Alejandro Carrillo               | Delantero     | Deportes Quindío       |
|     | Luis Alberto "Cóndor" Valencia   | Delantero     | Millonarios            |
|     | Miguel Panesso                   | Delantero     | Atlético Nacional      |
|     | Valerio Delatour                 | Delantero     | Cúcuta Deportivo       |
|     | Jaime Gutiérrez                  | Delantero     | Independiente Medellín |
|     | Héctor Alfonso "Pingo" García    | Delantero     | Millonarios            |
|     | Humberto Álvarez                 | Delantero     | Atlético Nacional      |

### Goleadores
| Jugador         | Goles anotados | Asis. | PJ |   |
| Carlos Arango   | 1              | -     | -  | - |
| Jaime Gutiérrez | 1              | -     | -  | - |
| Ricardo Díaz    | 1              | -     | -  | - |
| --------------- | -------------- | ----- | -- | - |